# 卫建林
卫建林（1939年9月—2016年8月30日），山西省闻喜县人，中华人民共和国政治人物。

## 生平
先后在《红旗》杂志社、中共天津市委党校、国务院财贸小组工作。1979年，历任中共中央书记处研究室副研究员、研究员，文化组副组长、组长。1988年1月，任中国大百科全书出版社的研究员，同年7月任中共中央党史研究室第三室主任。1989年7月，担任中共中央组织部党建研究所研究员，同年11月任中共中央政策研究室副主任。2009年退休。2016年8月30日，在北京逝世，享年77岁。